# الجعادلة (أرحب)

تعديل مصدري - تعديل

الجعادلة هي إحدى قرى عزلة بني على بمديرية أرحب التابعة لمحافظة صنعاء، بلغ تعداد سكانها 169 نسمة حسب تعداد اليمن لعام 2004.